# Torre dels Adalides
La torre dels Adalides era una antiga torre alimara situada al terme municipal d'Algesires en un pujol interior a uns 100 metres sobre el nivell de la mar i a escassos quilòmetre i mig de la costa.
La torre dels Adalides formava part de les torres de guaita de l'Estret de Gibraltar i de la Badia d'Algesires durant els segles XII i XIII. Es desconeix la data de la seva construcció encara que se suposa que aquesta degué produir-se poc abans de la presa de la ciutat de Tarifa el 1289 quan la regió del Camp de Gibraltar va començar a prendre major importància com a frontera terrestre. La torre dels Adalides tenia contacte visual amb la major part de les torres alimares de la regió (torre de Botafuegos, torre del Almirante) i amb les ciutats d'Al-Yazirat Al-Hadra i Carteia.
Tot i que avui dia amb prou feines es conserva part de la barbacana que l'envoltava existeixen multitud de dades històriques i fotografies que permeten conèixer la seva estructura i proporcions. D'aquesta manera la torre comptava amb tres plantes, la primera d'elles separada de la resta i a la qual s'accedia mitjançant una porta situada a nivell del sòl, la segona planta comptava amb una escala exterior adossada al mur i comunicava amb la tercera i aquesta amb la part alta mitjançant escala interiors. Tenia una altura de catorze metres i planta rectangular de 4x6 metres amb un gruix de murs de metre i mig. La torre estava envoltada per una barbacana octogonal de tapial de vuitanta centímetres de gruix i entre 3,5 i 4,5 metres d'altura. S'ignora si a extramurs de la torre existien habitatges d'agricultors que es mantenien en la zona sota la protecció d'aquesta instal·lació, com succeïa en torres similars, o si simplement tenia funció de vigilància.

Aquesta torre va ser base d'operacions de l'esquadra d'Alfons XI de Castella durant el llarg setge de la ciutat d'Algesires el 1340, servint d'estança al rei. Als voltants de la torre es situava el reial amb els principals comandaments de les tropes de setge, els adalids, d'on agafa el seu nom. El 1344 les tropes assentades a les proximitats de la torre participen a la batalla del riu Palmones contra les tropes granadines, batalla que va marcar la fi del setge amb la rendició de la diutat d'Algesires.

Partió el rey del puerto de Xetares, et posó cerca de la ciubdat de Algeciras: cerca de una torre, que dixeron despues de los Adalides: et este nombre le pusieron, porque despues quando el Rey se llegó á posar cerca de la ciubdat, los adalides siempre posaron en aquella torre el derredor della.
Crónica de Alfonso XI, Capítulo CCLXII.

Després de ser utilitzada com a magatzem de pólvora i posseir una escassa guarnició durant el segle XVII, en 1898 —davant la imminència de guerra amb els Estats Units— el govern espanyol va procedir a la demolició de la Torre dels Adalides per ser un objectiu clar enfront de bombardejos marítims. Avui dia les escasses restes conservades es troben a l'interior d'unes instal·lacions militars.